# Advanced Civilization
 (octobre 2023).
Si vous disposez d'ouvrages ou d'articles de référence ou si vous connaissez des sites web de qualité traitant du thème abordé ici, merci de compléter l'article en donnant les références utiles à sa vérifiabilité et en les liant à la section « Notes et références ».
Pour les articles homonymes, voir Civilization.
Advanced Civilization est le nom de l'édition étendue du jeu de société Civilization. Elle a été éditée en 1991 par Avalon Hill. Elle a été adaptée en jeu vidéo sous le titre Avalon Hill's Advanced Civilization.